# Campeonato Sudamericano de Voleibol Femenino de 1967
La VII edición del Campeonato Sudamericano de Voleibol Femenino fue realizado en 1967, en la ciudad de Santos, al sur de Brasil.

## Campeón
| Perú           |
| Campeón        |
| PERÚ 2º título |

## Clasificación final
| Pos | Equipo   |
| --- | -------- |
| 1   | Perú     |
| 2   | Brasil   |
| 3   | Paraguay |
| 4   | Uruguay  |
| 5   | Chile    |

| Predecesor: Argentina 1964 | Campeonato Sudamericano de Voleibol Femenino VII edición | Sucesor: Venezuela 1969 |

- Datos: Q2659657